# Letecký souboj nad Merklínem
Letecký souboj nad Merklínem byl střet dvou československých stíhaček MiG-15 a dvou amerických stíhaček F-84 Thunderjet 10. března 1953. Šlo o první vzájemný střet USAF a československého letectva během studené války. Během střetu se poručíku Šrámkovi povedlo sestřelit jeden americký letoun.

## Pozadí

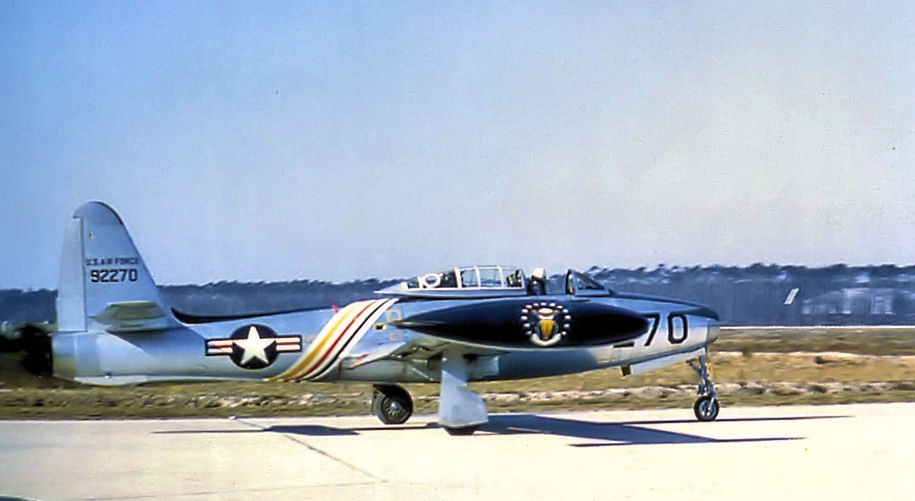
F-84 Thunderjet

V roce 1948 se dostali v Československu k moci komunisté. Tehdy již začínala studená válka mezi SSSR a USA. Československo se ocitlo na straně východního bloku. Spojené státy a Sovětský svaz se v tomto období chovaly, jako kdyby mezi nimi trval ozbrojený konflikt, i když šlo spíše o ekonomické soupeření. Přesto že ke skutečnému vyhlášení války nedošlo, často docházelo ve vzdušném prostoru k střetům mezi letouny obou stran.
USA si v západním Německu vytvořily vojenské základny a jejich letouny, které byly v této době již proudové, často přelétaly nad území Československa, i když většinou neúmyslně. Některé však měly nad československým územím výzvědné úkoly.
Československé letectvo nemělo prostředky těmto přeletům zabránit nebo proti nim nějak zasáhnout. Radarová zařízení z dob druhé světové války byla poměrně zastaralá. Standardní stíhací letoun v československém letectvu Avia S-199 by v případě střetu s americkými proudovými letouny neměl příliš velkou šanci na úspěch. Byl náročný na ovládání a šlo pouze o klon německého Messerschmitt Bf 109G.
Situaci změnil až vývoj nových zbraní v SSSR. V roce 1950 koupilo Československo do výzbroje proudové letouny MiG-15. Na začátku svého působení byly označeny jako S-102. Plně se rovnaly americkým letounům, ale vyžadovaly delší výcvik pilotů. Teprve roku 1952 mohly být nasazeny k obraně hranic.

## Střet
Piloti Jaroslav Šrámek (byl zároveň velitel roje) a Milan Forst měli 10. března 1953 nacvičovat letecký útok. Ve svých letounech vzlétli ve tři čtvrtě na jedenáct dopoledne.

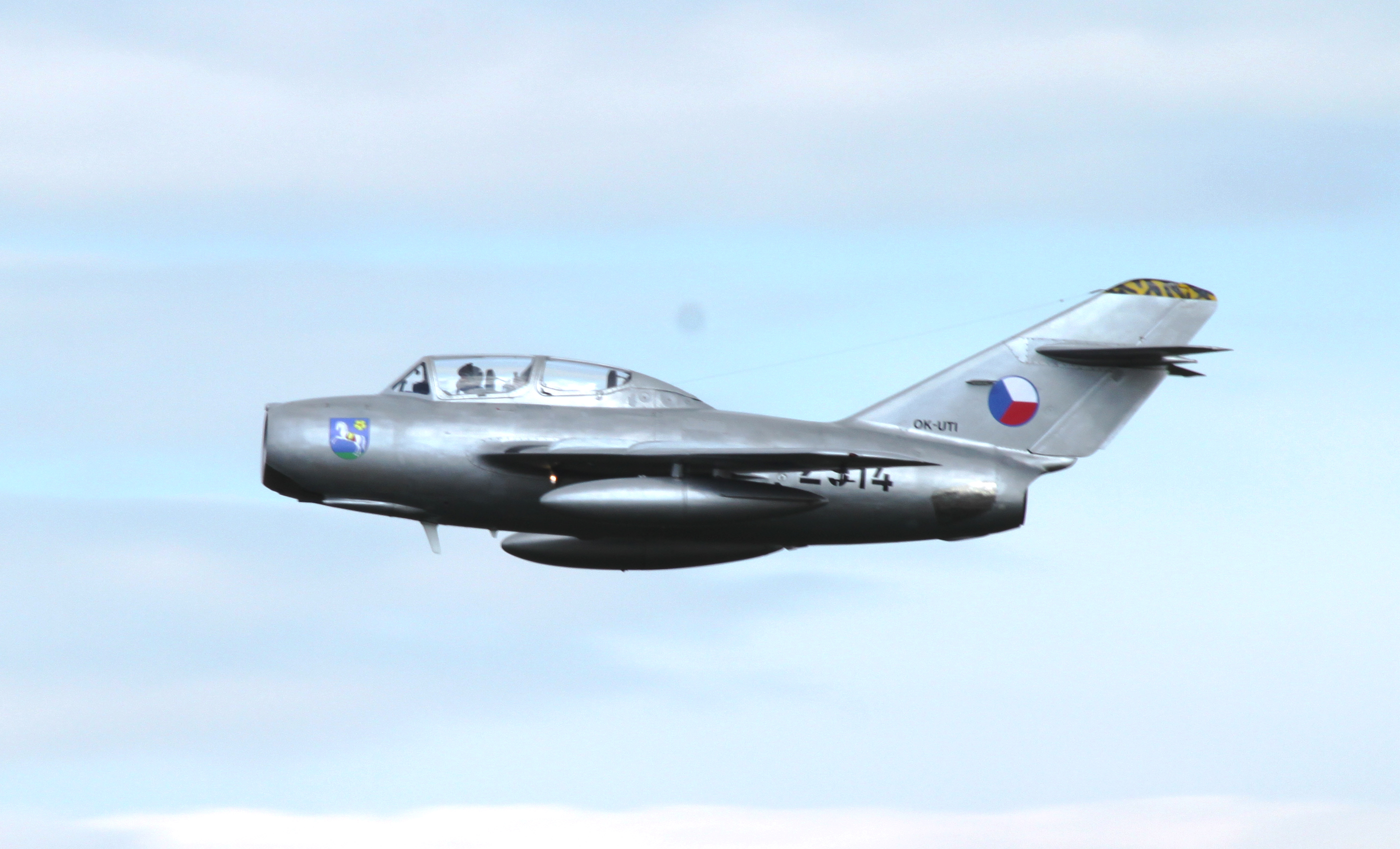
MiG-15

Ve vzdálenosti 35 kilometrů od státní hranice narazili na dva americké letouny typu F-84E Thunderjet, letící v nižší výšce než oni sami. Poručík Šrámek informoval o Američanech velitelské stanoviště a dostal rozkaz vypálit výstražnou dávku, jež měla přimět Američany přistát na československém letišti. Poté uvedl svůj MiG do sestupného letu a zatáčky. Američané reagovali tím, že se rozdělili. Šrámek sledoval vedoucí letoun a vystřelil varovnou salvu. Americký letoun se přesto snažil uniknout do Německa. Šrámek tedy dostal rozkaz letoun sestřelit. První salva zasáhla stroj ze vzdálenosti 300 metrů. Z Thunderjetu vyšlehly plameny a pilot G. A. Brown (který byl mimo jiné veteránem korejské války) se musel katapultovat. To již byl 58 km nad německým územím. Tím byl souboj skončen.

## Následky
Tento střet zmenšil počet amerických přeletů přes československou státní hranici a američtí letci si od té doby dávali větší pozor. Šlo o první vzájemný střet. Brzy poté Američané obvinili Československo, že českoslovenští piloti napadli americké letadlo nad německým územím, po této události se navíc vyostřily diplomatické vztahy mezi Československem a USA.